# Бюрганское сельское поселение
Бюрганское се́льское поселе́ние — муниципальное образование в Буинском районе Татарстана Российской Федерации.
Административный центр — село Бюрганы.

## История
Статус и границы сельского поселения установлены Законом Республики Татарстан от 31 января 2005 года № 17-ЗРТ «Об установлении границ территорий и статусе муниципального образования "Буинский муниципальный район" и муниципальных образований в его составе».

## Население
| 2010 | 2011 | 2012 | 2013 | 2014 | 2015 | 2016 |
| ---- | ---- | ---- | ---- | ---- | ---- | ---- |
| 899  | ↘895 | ↘880 | ↘866 | ↘844 | ↘836 | ↘827 |
| 2017 | 2018 |      |      |      |      |      |
| ↘819 | ↘798 |      |      |      |      |      |

## Состав сельского поселения
| № | Населённый пункт    | Тип населённого пункта       | Население |
| - | ------------------- | ---------------------------- | --------- |
| 1 | Бюрганы             | село, административный центр |           |
| 2 | Старые Бурундуки    | село                         |           |
| 3 | Чувашский Сарыкамыш | деревня                      |           |